# Ліговський проспект (станція метро)
Лі́говський проспе́кт (рос. Лиговский проспект) — станція Правобережної лінії Петербурзького метрополітену, розташована між станціями «Достоєвська» та «Площа Олександра Невського-2».
Станцію відкрито 30 грудня 1991 року у складі ділянки «Площа Олександра Невського-2» — «Садова». Найменування отримала по розташуванню на однойменному проспекті.

## Вестибюль
Наземний вестибюль вбудований в адміністративну будівлю метрополітену (в ньому знаходяться служба матеріально-технічного постачання і центр санітарно-епідеміологічного нагляду Петербурзького метрополітену). Вестибюль оздоблено білим мармуром, сірим і червоним гранітом. Над ескалаторами розташована балюстрада з декоративними ґратами і тумбами з оригінальними світильниками. Вестибюль прикрашають вітражі з видами старого Петербурга (художник А. А. Мильніков).
Вихід у місто на Ліговський проспект, Транспортний провулок, до Роз'їжджої вулиці і вулиці Костянтина Заслонова.

## Перспективи розвитку
Планується, що станція «Ліговский проспект» стане пересадною на однойменну станцію Красносільсько-Калінінської лінії.

## Оздоблення
Стіни і підлога станції покриті полірованим червоним гранітом. У торці розташована арка з декоративним вітражем, що не підсвічують з економічних міркувань. На склепінні підвішені незвичайні світильники у вигляді вуличних ліхтарів, які через економію висвітлюють тільки платформу. Над коліями лампи вимкнені. Плафони на світильниках встановлені на стержнях і можуть обертатися. У переході до ескалаторів виконана мозаїка з годинником.
«Ліговський проспект» — перша станція Петербурзького метрополітену, на якій було застосовано натрієве освітлення і єдина, де воно було встановлено спочатку.
Навігація по станції здійснюється за допомогою нового інформаційного простору, який було впроваджено тут в 2010 році, у зв'язку з чим були демонтовані оригінальні покажчики над лавками. Також були втрачені крайні фрагменти декоративних металевих стрижнів на склепінні між люстрами.

## Ресурси Інтернету
- «Ліговський проспект» на metro.vpeterburge.ru [Архівовано 16 грудня 2013 у Wayback Machine.](рос.)
- «Ліговський проспект» на ometro.net(рос.)
- «Ліговський проспект» на форумі SubwayTalks.ru [Архівовано 8 квітня 2014 у Wayback Machine.](рос.)
- Санкт-Петербург. Петроград. Ленінград: Енциклопедичний довідник. «Ліговський проспект»(рос.)